# Vevčice
Vevčice (en allemand : Wewtschitz) est une commune du district de Znojmo, dans la région de Moravie-du-Sud, en République tchèque. Sa population s'élevait à 68 habitants en 2020.

## Géographie
Vevčice est arrosée par la rivière Jevišovka et se trouve à 12 km au nord de Znojmo, à 49 km au sud-ouest de Brno et à 170 km au sud-est de Prague.
La commune est limitée par Střelice au nord, par Běhařovice au nord-est, par Mikulovice et Rudlice à l'est, par Hluboké Mašůvky au sud, et par Bojanovice et Jevišovice à l'ouest.

## Histoire
La première mention écrite de la localité date de 1190.